# Kapot

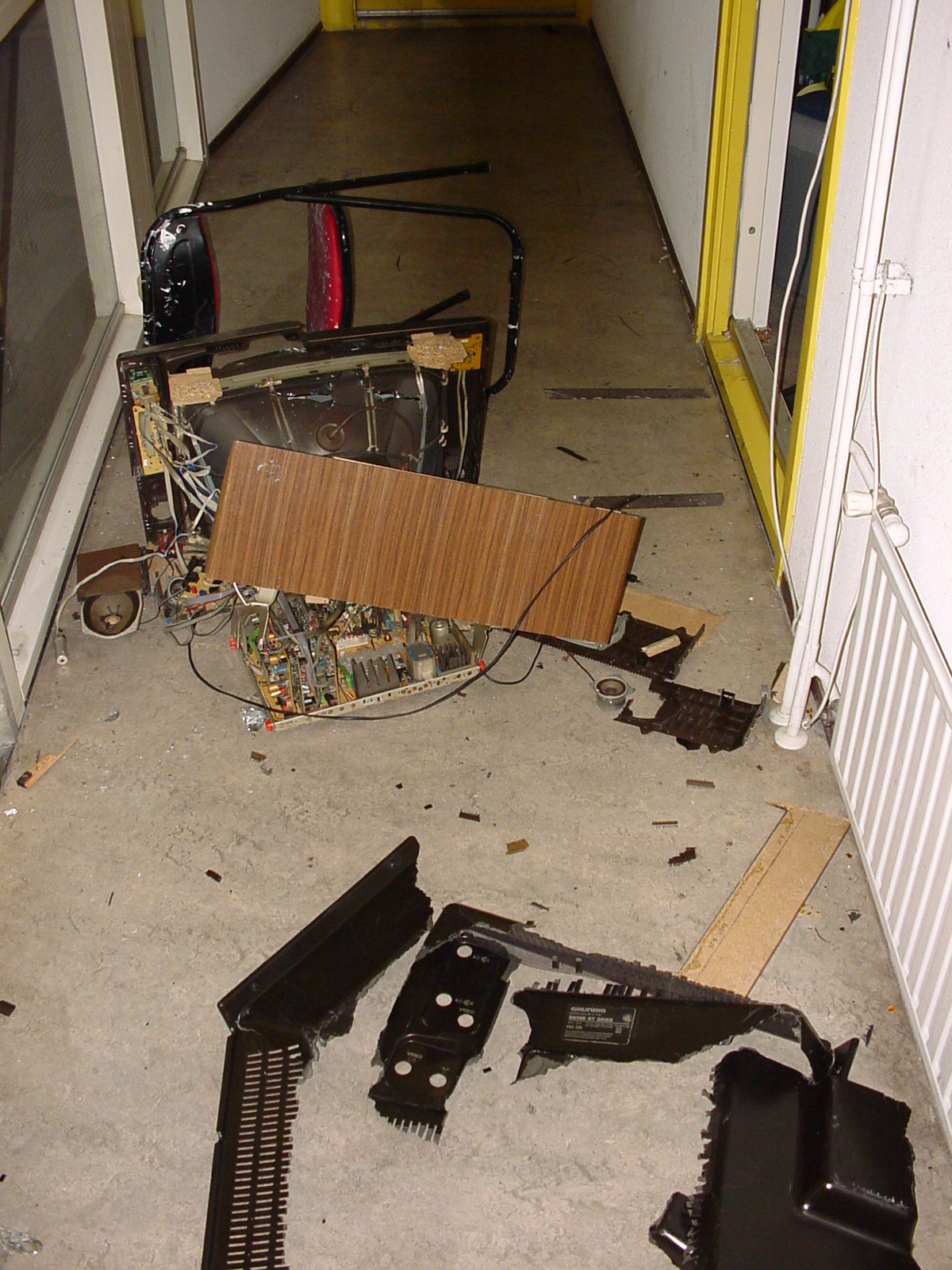
Kapotte televisie

Kapot betekent dat een voorwerp in stukken uiteen is gevallen of niet meer functioneert zoals het normaal had moeten doen. Vaak is reparatie nog mogelijk, maar soms zijn de kosten hoger dan de prijs van een nieuw exemplaar. Men spreekt dan van total loss.

## Oorzaken
Voorwerpen kunnen op verschillende manieren kapot gaan.
- een ongeluk: door een samenloop van omstandigheden wordt een dusdanige kracht uitgeoefend op het voorwerp dat de structuur ervan onomkeerbaar verandert waardoor het niet meer bruikbaar is voor het oorspronkelijke doel;
- verslijten: het voorwerp wordt zo vaak gebruikt, dat het op den duur steeds verder beschadigd raakt;
- vandalisme: als het voorwerp moedwillig beschadigd is door iemand die het voorwerp niet toebehoort;
- een voorwerp wordt op een verkeerde manier gebruikt, bijvoorbeeld de motor van een auto die wordt gesmeerd met stroop in plaats van met motorolie.

## Taal
Er bestaan tientallen synoniemen voor uiteenvallen of het niet meer (goed) functioneren van een dienst of product:
| a-f - beschadigd - bouwvallig - buiten dienst - buiten gebruik - defect - aan diggelen - naar de filistijnen - in frieten | g-j - naar de gallemiezen - gebroken - gehavend - geschonden - aan gort - aan gruzelementen - naar de haaien | k-o - kaduuk (of keduuk) - kapoeres (of kapoerewiet) - kapot - naar de knoppen - naar de maan - naar zijn mallemoer - onklaar | p-z - klaar voor de prullenbak - in puin - stuk - aan stukken - verbruikt - vernield - vernietigd - verrot |